# Blok 61
Le Blok 61 (en serbe cyrillique : Блок 61) est un quartier de Belgrade, la capitale de la Serbie. Il est situé dans la municipalité de Novi Beograd.

## Localisation
Le Blok 61 est situé sur la rive gauche de la Save, dans le quartier de Bežanijski blokovi. Il est contigu aux Blok 72 et 62. Il est délimité par les rues Jurija Gagarina, Dr Ivana Ribara, Vojvođanska et Dušana Vukasovića.

## Éducation
L'école maternelle Istok est située dans le blok au no 168 de la rue Jurija Gagarina.

## Transports
Le blok est desservi par la société GSP Beograd, notamment par la ligne de bus 89 (Vidikovac – Čukarička Padina – Novi Beograd Blok 61), qui y a son terminus. D'autres lignes passent par le quartier : les lignes 45 (Blok 44 – Zemun Novi grad), 602 (Novi Beograd Blok 45 – SRC Surčin), 604 (Novi Beograd Blok 45 – Preka kaldrma) et 610 (Zemun Kej oslobođenja – Jakovo).